# Леопольд Фердинанд Бельгийский
Леопольд Фердинанд Элиас Виктор Альберт Мария (12 июня 1859 года, Лакен — 22 января 1869 года, там же) — герцог Брабантский (1865—1869), граф Эно (1859—1865), принц Бельгии, герцог саксонский, принц Саксен-Кобург-Гота, был наследным принцем Бельгии.

## Биография
Леопольд Фердинанд был единственным сыном Леопольда II и королевы Марии Генриетты. До 1865 года Леопольд Фердинанд пользовался титулом графа Эно, однако после смерти Леопольда I и восхождения на престол Леопольда II стал пользоваться титулом наследного принца Бельгии.

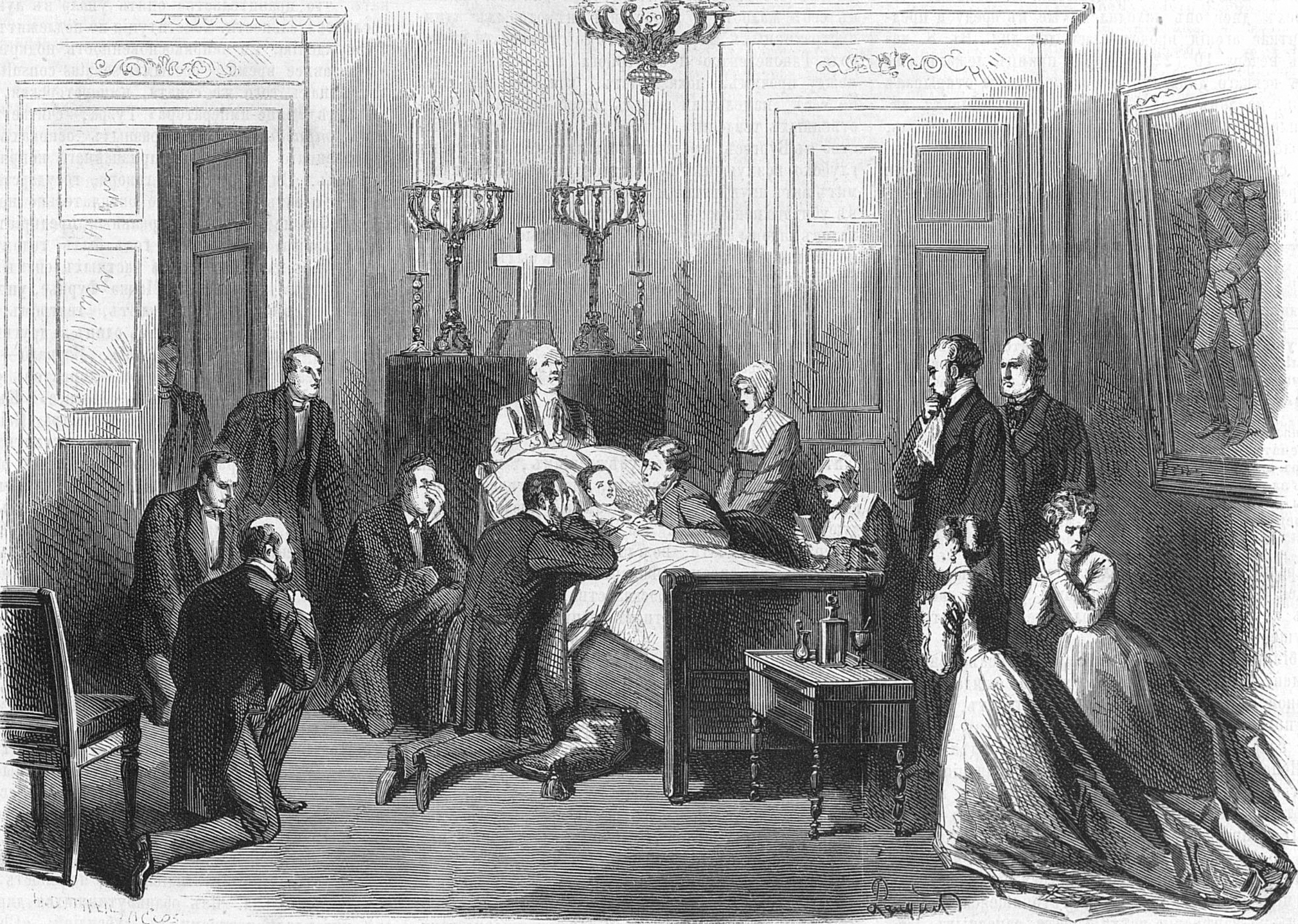
На смертном одре

С рождения страдал пороком сердца. Летом 1868 года он упал в пруд и заболел пневмонией. Осложнения после пневмонии и привели к смерти принца в возрасте девяти лет. Принц Леопольд Фердинанд похоронен в королевской усыпальнице под церковью Девы Марии в Лакене.
Со смертью Леопольда наследником престола стал младший брат короля Филипп Бельгийский, граф Фландрский. К моменту смерти Леопольда II (17 декабря 1909 года), однако, в живых не было не только самого Филиппа, но и его старшего сына Бодуэна, в результате чего на трон взошел второй сын Филиппа, Альберт.